# Holborn (stacja metra)
Holborn – stacja londyńskiego metra położona na trasach Central Line (między Tottenham Court Road a Chancery Lane) i Piccadilly line (między Covent Garden a Russell Square). Znajduje się przy skrzyżowaniu ulic High Holborn i Kingsway, w pierwszej strefie biletowej.

## Historia
Stacja została otwarta przez Great Northern, Piccadilly and Brompton Railway (GNP&BR, obecnie Piccadilly Line) 15 grudnia 1906 roku, pod nazwą Holborn (Kingsway). Kingsway była nową ulicą, łączącą High Holborn ze Strand. Słowo "Kingsway" usunięto z mapy metra w latach 60. XX wieku.
GNP&BR wybudowała stację w miejscu przecięcia z tunelami Central London Railway (CLR, obecnie Central Line) pod ulicą High Holborn. CLR działała od 1900 roku, a najbliższą stacją na tamten czas była (nieistniejąca już) British Museum Station, oddalona o 250 metrów na zachód. Pomimo iż linie budowane były przez odrębne przedsiębiorstwa kolejowe, zwyczajną praktyką było takie planowanie tras i lokalizacji stacji, aby umożliwić pasażerom przesiadki pomiędzy liniami. Miało to miejsce w przypadku innych linii, łączących swoje trasy ze stacjami CLR, jednak ustawienie tunelu CLR w kierunku stacji British Museum nie pasowało do kierunku tunelu GNP&BR w stronę Strand. Skrzyżowanie High Holborn i Kingsway było lepszą lokalizacją niż to wybrane przez CLR. Platformy Central Line nie były otwarte dla pasażerów Piccadilly line aż do 25 września 1933 roku.
W pierwotnej konfiguracji stacja posiadała cztery platformy. Dwie platformy obsługiwały gałąź linii w kierunku Aldwych, z czego jedna prowadziła do Russell Square, a druga była miejscem postojowym pociągów. Aby pociągom kierującym się na południe umożliwić ominięcie tunelów w stronę Aldwych, trasę zbudowano pod pozostałymi tunelami i platformami.
W przeciwieństwie do innych stacji, które zaprojektował Leslie Green, fasada stacji Holborn zbudowana została z kamienia, a nie ze standardowej czerwonej terakoty. Wynikało to z przepisów prawa budowlanego nałożonych przez London County Council, która wymaga stosowania kamienia na fasady przy ulicy Kingsway. Wejście i wyjście ze stacji zostały zbudowane z granitu, a pozostałe części zbudowano w tym samym stylu, lecz używając kamienia z Portland.
Wniosek o powiększenie tuneli pod High Holborn został przedstawiony brytyjskiemu parlamentowi w listopadzie 1913 roku, jednak wybuch I wojny światowej wstrzymał wszelkie prace konstrukcyjne. Podobnie jak wiele innych stacji w centrum Londynu, stacja Holborn została zmodernizowana na początku lat 30. XX wieku. Fasady o strony Kingsway i High Holborn zaprojektował Charles Holden. Usunięto windy i wybudowano nową, przestronną halę biletową. Dostęp do stacji zapewniły ruchome schody (będące drugimi pod względem długości w całym systemie metra w Londynie, najdłuższe znajdują się na stacji Angel).
Podczas II wojny światowej tunele na stacji Holborn oraz stacja Aldwych zostały zamknięte (1940-1946) i służyły jako schrony, magazyny i stacje elektryczne. Po wojnie usługi komunikacyjne zostały przywrócone, jednak w 1993 roku władze London Underground ogłosiły, iż koszt wymiany wind jest zbyt wysoki i stacja Aldwych została ostatecznie zamknięta 30 września 1994 roku.

## Połączenia
Stację obsługują autobusy linii 1, 8, 19, 25, 38, 55, 59, 68, 91, 98, 168, 171, 188, 242, 243, 521 i X68, a także nocne linie N1, N8, N19, N35, N38, N41, N55, N68, N91, N98 i N171.

## Galeria

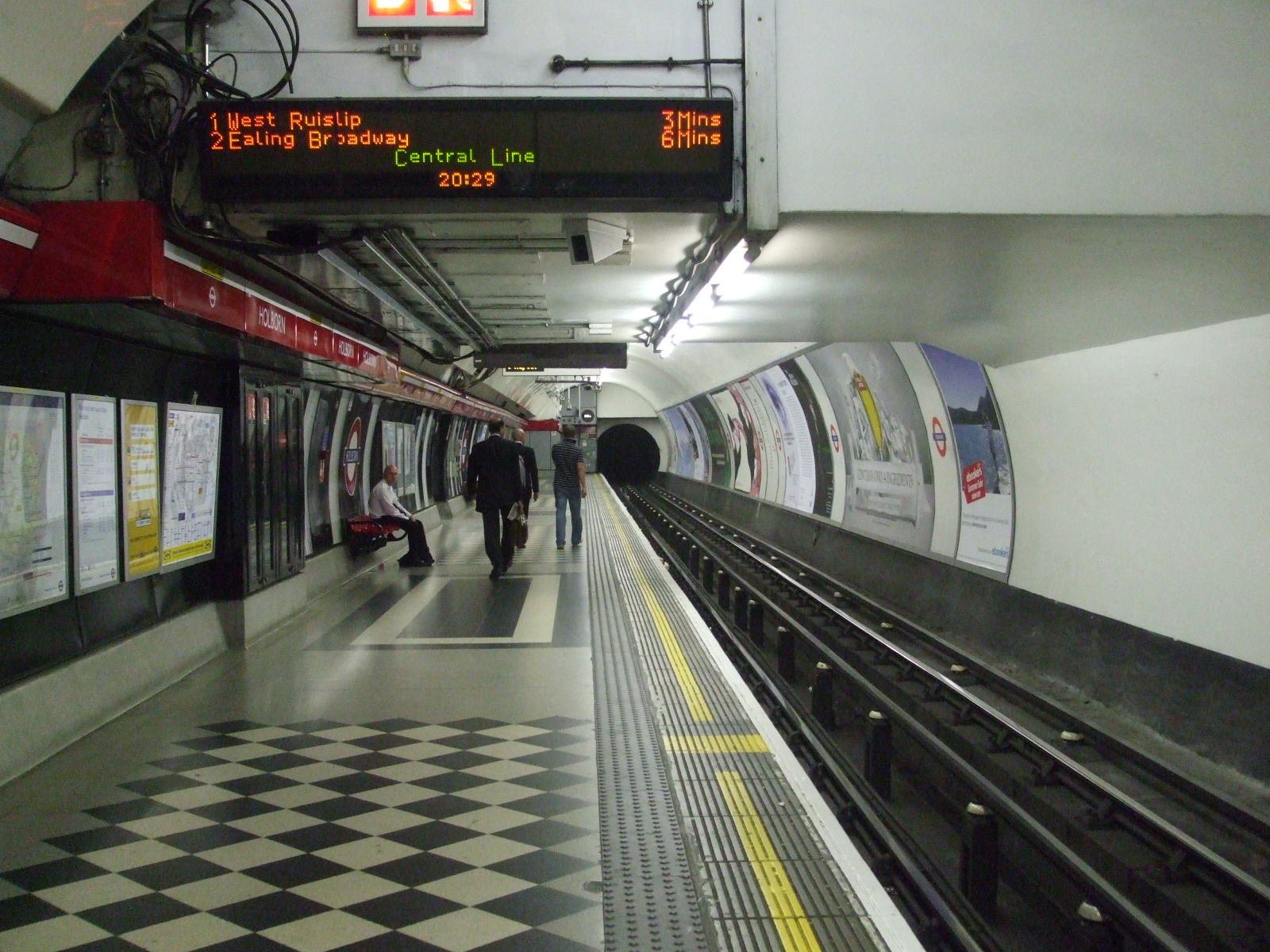
Platforma Central line w kierunku zachodnim
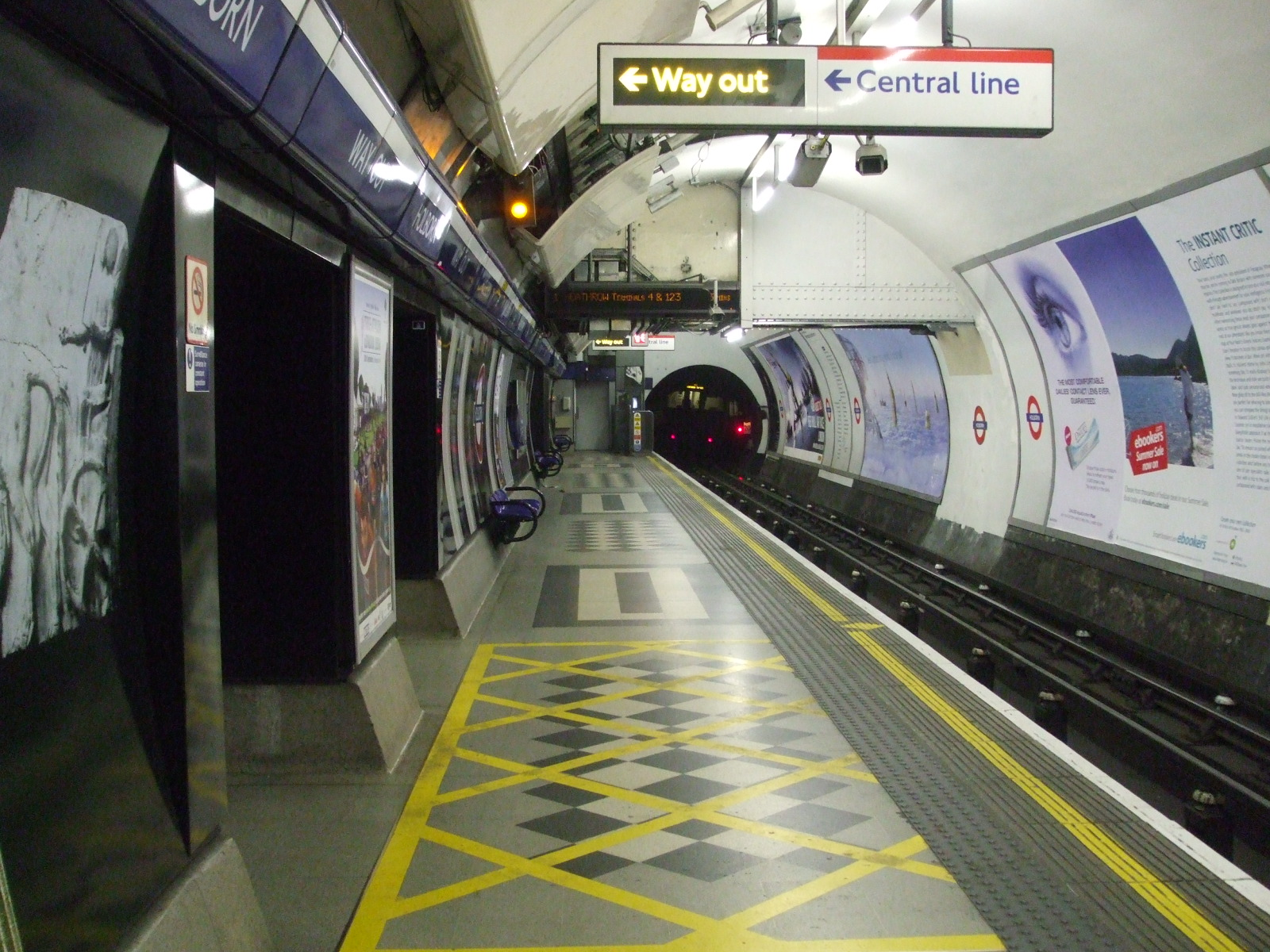
Platforma Piccadilly Line w kierunku zachodnim
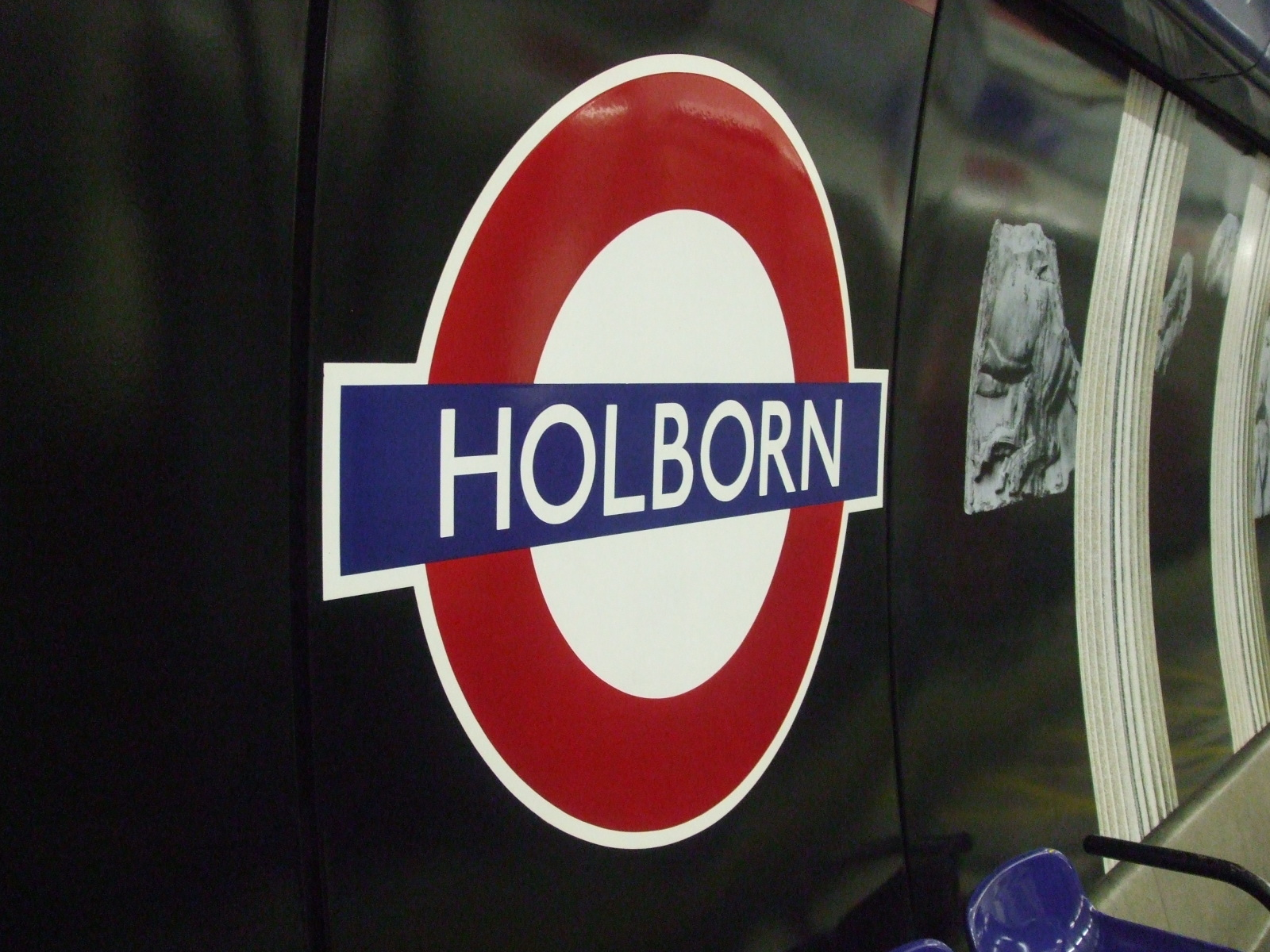
Symbol stacji
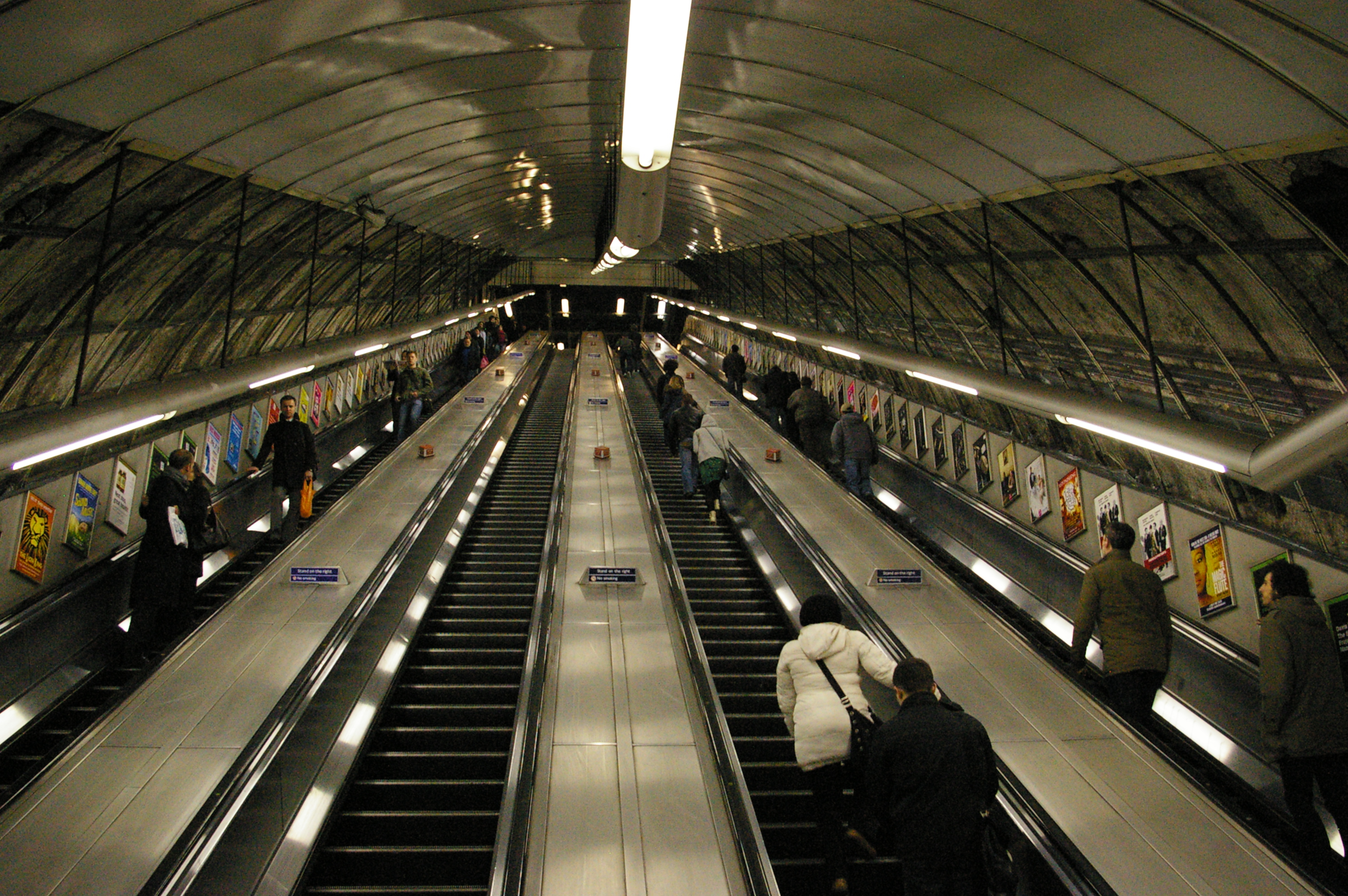
Schody ruchome na stacji